# ベルトルト・ゴルトシュミット
ベルトルト・ゴルトシュミット（Berthold Goldschmidt, 1903年1月18日 - 1996年10月17日）は、ドイツ生まれのユダヤ人作曲家。生涯の大半をイギリスで過ごした。

## 経歴
ハンブルク出身。ヴァイマル共和政時代にハンブルク大学で哲学を学んでいたが、音楽を書くようイタリアの作曲家フェルッチョ・ブゾーニに激励され、1922年にベルリン大学でフランツ・シュレーカーの作曲クラスに入った。同門にはエルンスト・クルシェネクやアロイス・ハーバらがいる。さらに指揮も学び、フリーランスの指揮者としてベルリン・フィルハーモニー管弦楽団を指揮した。1925年には『オーケストラのためのパッサカリア』で最初の成功を収め、有望な若手作曲家の一人とみなされ、1932年のオペラ『堂々たるコキュ』でキャリアの頂点に達した。
しかし国家社会主義ドイツ労働者党の政権獲得により、彼の生活は破壊された。多くのユダヤ人作曲家同様、ファシズム政権によって「退廃音楽」と弾圧され、作品の公演が禁止され、指揮活動も妨害された。最終的に1935年にイギリスに亡命。ドイツ時代に書かれた主要作品に「ピアノソナタ第1番op.10」や「弦楽四重奏第1番」などがある。
第二次世界大戦中はBBCのドイツ語部門で音楽監督を務めた。指揮活動のかたわら、『交響的シャコンヌ』、『ヴァイオリン協奏曲』、『チェロ協奏曲』、『クラリネット協奏曲』、オペラ『ベアトリーチェ・チェンチ』などを作曲している。しかし彼の作品は無視されたため、1958年には作曲の筆を折った。その後6年間、デリック・クックのグスタフ・マーラーの『交響曲第10番』の補筆に協力し、1964年8月13日にBBCプロムスでクック版初演の指揮をした。
晩年に、長い間独特の語法を使い続けたゴルトシュミットの音楽への関心が高まり、作品の演奏機会に恵まれるようになり、1982年から作曲を再開した。